# Брезнички Хум
Брезнички Хум (до 1991. године Хум Брезнички) је насељено место и седиште општине у Вараждинској жупанији, Хрватска. До територијалне реорганизације у Хрватској налазио се у саставу бивше велике општине Нови Мароф.

## Становништво
На попису становништва 2011. године, општина Брезнички Хум је имала 1.356 становника, од чега у самом Брезничком Хуму 497.

## Попис1991.
На попису становништва 1991. године, насељено место Хум Брезнички је имало 568 становника, следећег националног састава:
| Попис 1991.‍  | Попис 1991.‍  | Попис 1991.‍ | Попис 1991.‍ | Попис 1991.‍ |
| ------------ | ------------ | ----------- | ----------- | ----------- |
|              |              |             |             |             |
| Хрвати       | Хрвати       |             | 564         | 99,29%      |
| Југословени  | Југословени  |             | 1           | 0,17%       |
| Мађари       | Мађари       |             | 1           | 0,17%       |
| неопредељени | неопредељени |             | 1           | 0,17%       |
| непознато    | непознато    |             | 1           | 0,17%       |
| укупно: 568  |              |             |             |             |